# Vargem (kommun i Brasilien, Santa Catarina)
Vargem är en kommun i Brasilien.   Den ligger i delstaten Santa Catarina, i den södra delen av landet, 1 300 km söder om huvudstaden Brasília. Antalet invånare är 2 808.
I omgivningarna runt Vargem växer huvudsakligen savannskog. Runt Vargem är det glesbefolkat, med 9 invånare per kvadratkilometer.